# Charles Martin Loeffler

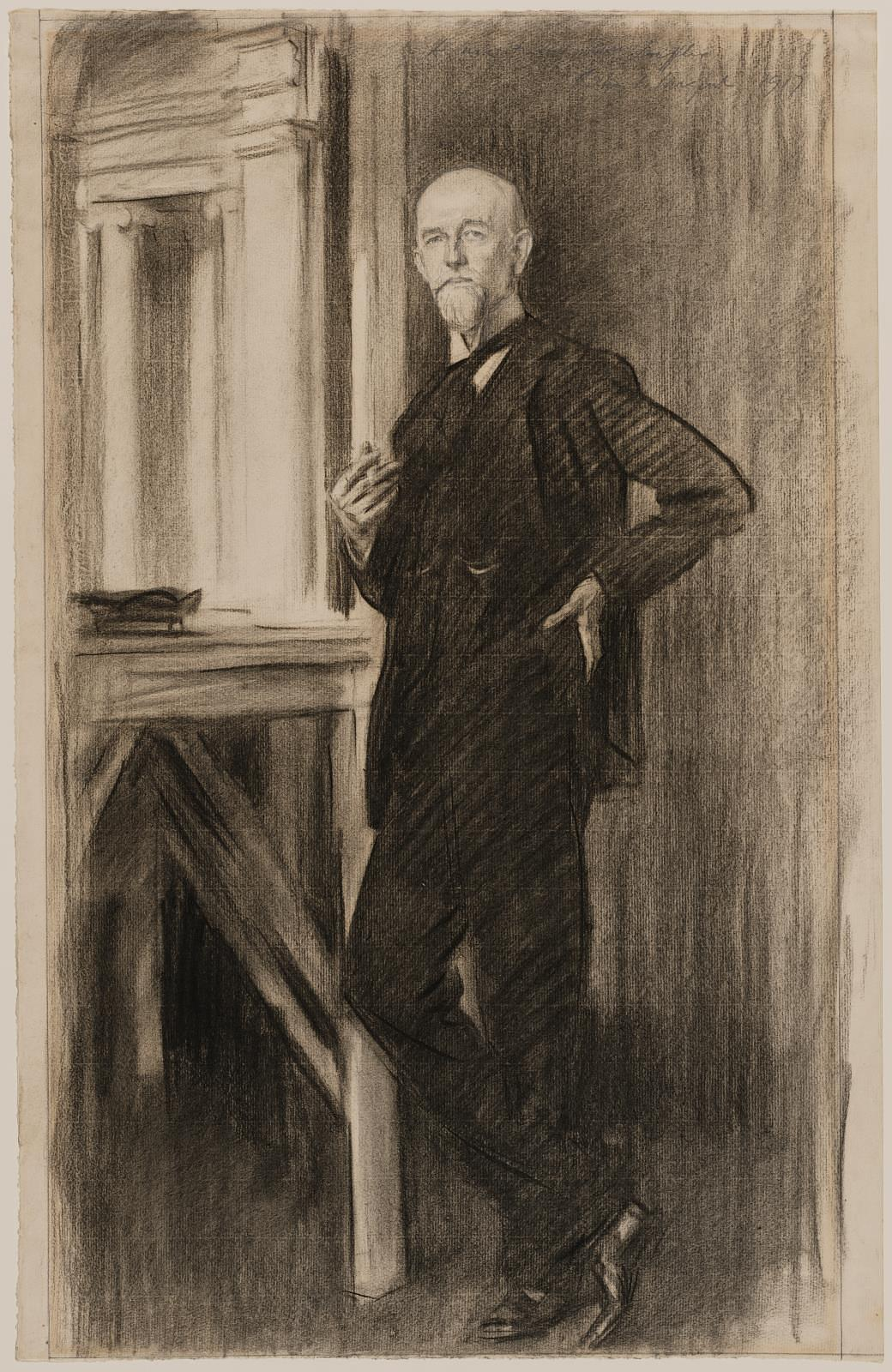
John Singer Sargent: Charles Martin Loeffler (1917)

Charles Martin (Tornov) Loeffler (* 30. Januar 1861 als Karl Martin Loeffler in Schöneberg bei Berlin, Königreich Preußen; † 19. Mai 1935 in Medfield, Massachusetts, Vereinigte Staaten) war ein deutschstämmiger US-amerikanischer Komponist, Geiger und Bratscher.

## Leben
Loeffler wurde als Sohn Berliner Eltern in Schöneberg bei Berlin geboren. Sein Vater, ein Ingenieur und Schriftsteller unter dem Pseudonym Tornow, zog mit der Familie durch verschiedene Länder Europas, darunter Frankreich, das Elsass, die Schweiz, Ungarn und Russland, wo sie in Smila im russischen Gouvernement Kiew lebten. Aufgrund republikanischer Überzeugungen wurde sein Vater in Preußen inhaftiert und offenbar gefoltert. Er verstarb dort kurz vor seiner Entlassung. Dieses Ereignis verstärkte Loefflers Abneigung gegen seine deutsche Herkunft und trug dazu bei, dass er sich zeitlebens der französischen Kultur zuwandte. Daher behauptete er später, in Mülhausen im Elsass geboren zu sein, was in nahezu alle Musiklexika übernommen wurde. Die Fachpresse attestierte ihm zu Lebzeiten gar ein typisch elsässisches Temperament.
Loeffler begann im Alter von neun Jahren in der Ukraine mit dem Violinspiel und entschied sich mit 13 Jahren, Musiker zu werden. Er studierte Violine in Berlin bei Joseph Joachim und Komposition bei Friedrich Kiel und Woldemar Bargiel. Anschließend setzte er sein Studium in Paris fort, bei Lambert Joseph Massart im Fach Violine und bei Ernest Guiraud im Fach Komposition. Nach ersten Engagements in Pariser Orchestern, emigrierte mit einem Empfehlungsschreiben Joseph Joachims ausgestattet im Juni 1881 in die USA. Dort wurde er Mitglied des Orchesters von Leopold Damrosch in New York City und des Boston Symphony Orchestra. Von 1882 bis 1903 war er dort Zweiter Konzertmeister. 1887 erhielt Loeffler die US-amerikanische Staatsbürgerschaft. Als Komponist zeigte er sich erstmals 1891 einem größeren Publikum, als er mit seinem Orchester 1891 die Suite Les Vieilles du Ukraine uraufführte. Seine Werke wurden später regelmäßig vom Boston Symphony Orchestra und anderen amerikanischen Orchestern gespielt. 1903 zog er sich aus dem Orchester zurück und arbeitete fortan als freier Komponist, ab 1910 zurückgezogen auf seinem Landsitz in Medfield, Massachusetts. 1908 wurde er in die American Academy of Arts and Letters und 1921 in die American Academy of Arts and Sciences gewählt. Zu seinem Freundeskreis zählten der Maler John Singer Sargent, die Komponisten Eugène Ysaÿe und George Gershwin sowie Gabriel Fauré und Ferruccio Busoni, die ihm Werke widmeten. Zu seinen Schülern zählt der amerikanische Komponist Francis Judd Cooke. Seinen Nachlass vermachte Loeffler dem Pariser Konservatorium und der Académie Française.

## Werk

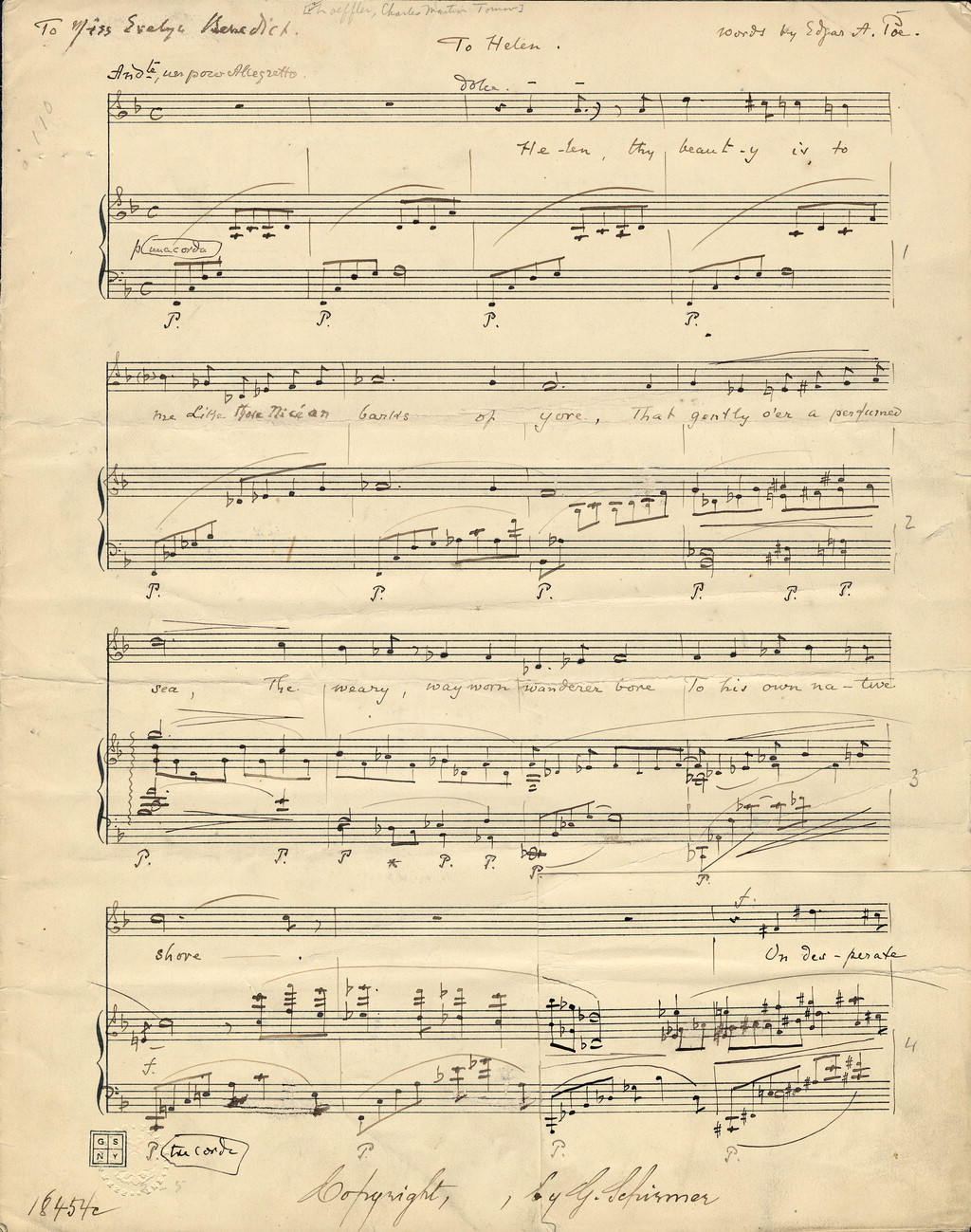
Manuskriptseite Loefflers zu dem Lied To Helen op. 15 Nr. 3

Loeffler war ein akribischer, selbstkritischer und langsam arbeitender Komponist. Einige seiner Werke (darunter ein Cellokonzert) sind verschollen. Sein musikalischer Stil war vor allem von der zeitgenössischen französischen Musik des fin de siècle (Franck, Chausson, Debussy), aber auch von Anklängen an ukrainische Folklore beeinflusst. Eine gewisse lyrische Eleganz mit impressionistischen Strukturen verbindet sich mit häufig düsteren, schwermütigen Inhalten: Viele der von ihm vertonten Texte entstammen dem Symbolismus, unter den vertonten Autoren befinden sich neben Paul Verlaine und Charles Baudelaire auch Edgar Allan Poe und Walt Whitman.
Loeffler pflegte in seiner Kammermusik häufig ausgefallene Instrumentalbesetzungen, so war er einer der ersten modernen Anhänger der Viola d’amore, die er 1894 für sich entdeckte und für die er mehrere Werke komponierte und arrangierte. Später begeisterte er sich auch für die aufkommende Jazz-Musik und verfasste einige Werke für Jazzband.
Neben einigen Symphonischen Dichtungen hinterließ Loeffler ein breites kammermusikalisches Werk der unterschiedlichsten Besetzungen sowie etwa 40 Liedkompositionen.

## Werkauswahl (chronologisch)
- Danse bizarre für Violine solo (1881) OCLC 22276844
- Streichquartett a-moll (1889) OCLC 362859010 I Allegro moderato II Tempo di Menuetto (Cánon a l'octave) III Andante assai (con quasi Variazioni) IV Rondo Pastorale (Allegro)
- Les Vieilles de l'Ukraine, Suite für Violine und Orchester (1891)
- Vier Lieder op. 5 (1893, veröff. 1904)
- Neun Lieder mit Bratsche und Klavier, (1893–94, veröff. 1903)
- Streichquintett für drei Violinen, Viola und Violoncello (ca. 1894)
- Oktett für zwei Klarinetten, zwei Violinen, Viola, Violoncello, Kontrabass und Harfe (1897)[4]
- La Mort de Tintagiles op. 6, Symphonische Dichtung nach Maeterlinck für zwei Viole d’amore und Orchester (1896–7; Fassung von 1901 für eine Viola d’amore und Orchester)
- Three Rhapsodies für Gesang, Klarinette, Bratsche und Klavier (1898), diese bearbeitet als
  - Deux Rhapsodies für Oboe, Viola und Klavier (1901)
  - La Villanelle du Diable op. 9 für Orchester (1901)
- Psalm 137: By the Waters of Babylon op. 3 für Gesang, zwei Flöten, Harfe, Orgel und Violoncello (1901)
- Ballade carnavalesque für Flöte, Oboe, Saxofon, Fagott und Klavier (1902) OCLC 61771016
- Poeme paien (d'après Virgile) für 13 Instrumente (1901–02) dieses orchestriert als
  - A Pagan Poem (after Virgil) für Orchester mit obligatem Klavier, Englischhorn und drei Trompeten op. 14 (1907)
- Quatre Mélodies für Gesang und Klavier op. 10 (G. Schirmer, New York, 1903) OCLC 1061744953 I Timbres oubliés II Adieu pour jamais III Les Soirs d'automne IV Les Paons
- Four Poems op. 15 für Gesang, Viola und Klavier (1905)
- The Passion of Hilarion, Oper in einem Akt (nach William Sharp) (1912–13)
- Music for Four Stringed Instruments für Streichquartett (1917, 1918–20)
- Five Irish Fantasies für Gesang und Orchester (1906–20) auf Texte u. a. von Yeats
- Memories of my Childhood (Life in a Russian Village) für Orchester (1923)
- Clowns, Intermezzo für Jazzband (1928)
- Partita für Violine und Klavier (1930)
- The Lone Prairee, Paraphrase auf zwei Cowboy Songs für Saxofon, Viola d’amore und Klavier (1930)